# René Wintgens
René Marie Hubert Wintgens (Welkenraedt, 21 mei 1906 - Fayence, 7 juli 1994) was een Belgisch volksvertegenwoordiger.

## Biografie
Wintgens, van opleiding doctor in de rechten, werd beroepshalve advocaat. Op 24 mei 1936 werd hij verkozen tot volksvertegenwoordiger voor de fascistische partij Rex voor het arrondissement Verviers. 
Het was duidelijk dat Wintgens de 'Deutschsprachigen' vertegenwoordigde. Het arrondissement behoorde tot de sterkste basissen van Rex (26 % Van de stemmen tegen 11 % voor heel Wallonië). Bij de verkiezingen van 1936 werden twee volksvertegenwoordigers en een senator verkozen. Wintgens bleef het mandaat uitoefenen tot in 1939, maar werd toen niet herkozen.